# Гамарня (Быховский район)
Гамарня (бел. Гамарня) — деревня в составе Ямницкого сельсовета Быховского района Могилёвской области Республики Беларусь. Находится на реке Грезе.

## Население
- 2010 год — 24 человека